# Osteochilichthys brevidorsalis
Osteochilichthys brevidorsalis är en fiskart som först beskrevs av Day, 1873.  Osteochilichthys brevidorsalis ingår i släktet Osteochilichthys och familjen karpfiskar. IUCN kategoriserar arten globalt som livskraftig. Inga underarter finns listade i Catalogue of Life.